# Phalacronothus flavolimbatus
Phalacronothus flavolimbatus är en skalbaggsart som beskrevs av Rudolph Petrovitz 1963. Phalacronothus flavolimbatus ingår i släktet Phalacronothus och familjen Aphodiidae. Inga underarter finns listade i Catalogue of Life.